# Charlie Rowe
Pour les articles homonymes, voir Rowe.
Charlie Rowe, né le 23 avril 1996 à Islington, Londres, est un acteur anglais.

## Biographie
Né à Islington (Londres), Charlie Rowe a grandi dans le nord de Londres. Son ascendance comprend des Anglais, des Écossais, des Français, des Grecs (du côté d'un grand-père) et des Tchèques (du côté d'une grand-mère).
Il est surtout connu pour avoir interprété le jeune Tommy dans Never Let Me Go et Peter Pan dans Neverland (mini-série).
Il a également tenu le premier rôle en tant que Prince de Casse-Noisette en 3D aux côtés de Elle Fanning, mais a aussi tenu le rôle de Billy Costa dans La Boussole d'Or en 2007. Bien que tourné en 2007, The Nutcracker in 3D n'est sorti qu'en 2010. Il joue aussi dans 400 Boys. Il s'est aussi fait connaître par son rôle de Leo Roth dans la série Red Band Society.
Charlie est également comédien, il a d'ailleurs joué dans la pièce The Winslow Boy.

## Filmographie

### Cinéma
Longs métrages
- 2007 : À la croisée des mondes : La Boussole d'or : Billy Costa
- 2009 : Good Morning England : James
- 2010 : The Nutcracker in 3D :  le Prince/Nicholas Charles
- 2010 : Never Let Me Go : jeune Tommy
- 2013 : Sur la terre des dinosaures : Ricky
- 2013 : 400 Boys : Phat Frank
- 2019 : Rocketman : Ray Williams
- 2022 : Gigi & Nate : Nate Gibson
- 2025 : Jay Kelly

Courts métrages
- 2010 : Disco : Greg
- 2020 : The Forgotten C : Jaime

### Télévision
Séries télévisées
- 2006 : Jackanory : Joe Jefferson
- 2009 : Robin des Bois : jeune Robin (saison 3 épisode 10)
- 2011 : Neverland : Peter Pan
- 2014 - 2015 : Red Band Society : Leo Roth
- 2014 : The Secrets : Alex
- 2017 - 2018 : Salvation : Liam Cole
- 2018 : La Foire aux vanités : George Osborne
- 2022 : Angelyne : Freddy Messina
- 2023 : Slow Horses : Ben Dunn
- 2024 : Wolf Hall : The Mirror and the Light : Gregory Cromwell